# Arrival (Film)
Arrival (englisch für Ankunft) ist ein US-amerikanischer Science-Fiction-Film des kanadischen Regisseurs Denis Villeneuve aus dem Jahr 2016. In den Hauptrollen sind Amy Adams, Forest Whitaker und Jeremy Renner zu sehen. Das von Eric Heisserer verfasste Drehbuch basiert auf der Kurzgeschichte Story of Your Life (1998) von Ted Chiang. Der Film handelt von der Landung zwölf außerirdischer Raumschiffe auf der Erde und zeigt eine Expertengruppe, die mit den Außerirdischen kommunizieren und den Grund ihrer Anwesenheit herausfinden soll.
Der Film feierte seine Premiere am 1. September 2016 bei den Internationalen Filmfestspielen von Venedig. Arrival kam in den Vereinigten Staaten am 11. November und in Deutschland am 24. November in die Kinos.

## Handlung
Der Film beginnt damit, dass die Linguistin Dr. Louise Banks das Leben ihrer Tochter vor ihrem inneren Auge vorüberziehen sieht, die als 12-Jährige an einer seltenen Krankheit stirbt. Die Haupthandlung setzt ein, als zwölf außerirdische Raumschiffe an verschiedenen Orten auf der Erde landen. Banks und der Physiker Ian Donnelly werden von US-Colonel Weber für ein US-amerikanisches Team engagiert, das mit den in Montana gelandeten fremden Wesen Kontakt aufnehmen soll, nachdem erste Versuche durch Militär und Geheimdienste erfolglos geblieben sind. Das wegen seiner Form als „Muschel“ bezeichnete, 450 m hohe, schwarze, monolithisch wirkende Raumschiff öffnet alle 18 Stunden einen die Schwerkraft manipulierenden Schacht und ermöglicht so den Menschen, es zu betreten. Im Inneren beginnen die beiden Wissenschaftler mit zwei der Wesen – scherzhaft Abbott und Costello genannt – zu kommunizieren.
Die Experten kommen zu dem Schluss, dass es fast unmöglich ist, sich mit ihnen verbal zu verständigen. Banks und Donnelly finden jedoch heraus, dass sie sich mithilfe der Schriftsprache verständigen können. Getrennt durch eine durchsichtige Wand stellt Banks mit Schrifttafeln die Menschen vor, während die wegen ihrer äußeren Erscheinung als „Heptapoden“ (Siebenfüßler) bezeichneten Außerirdischen Zeichen an die Wand „schreiben“, die an getuschte, verschnörkelte Kreise erinnern. Wie Tintenfische, die ihre Tinte ausstoßen, können die Heptapoden eine Flüssigkeit aus ihren Gliedmaßen sprühen, die sich zu Kreisen aus Mustern formt. Diese außerirdische Sprache ist für Menschen  sehr komplex, da die Bedeutung der Glyphen in den Kreisen jeweils von der der anderen Glyphen abhängt. Ein einziger gezeichneter Kreis kann einen ganzen komplexen „Satz“ darstellen. Ihre Schrift steht in keinem Zusammenhang mit ihrer mündlichen Ausdrucksweise.
In mühseliger Arbeit gelingt es den beiden Wissenschaftlern, diese logographischen Zeichen zu entschlüsseln und in regelmäßigen Treffen eine Kommunikation mit den Wesen aufzubauen. Dr. Banks wird unterdessen zunehmend von Gedanken an ihre Tochter heimgesucht.
Obwohl die Verständigung mit den Heptapoden völlig friedlich verläuft, betrachten die Regierungen mehrerer anderer Staaten die Außerirdischen zunehmend als Bedrohung und erwägen militärische Maßnahmen. Dazu neigt insbesondere der chinesische General Shang. In der dadurch erzeugten Eile stellt Banks die Frage nach den Absichten der Fremden. Als Banks die Antwort mit „Waffe anbieten“ übersetzt und das chinesische Team zur Übersetzung „Waffe nutzen“ kommt, spitzt sich die Lage zu. Ein globaler Krieg wird – obwohl kein Angriff stattfindet – wahrscheinlicher, und die Kommunikation zwischen den internationalen Wissenschaftlerteams wird abgebrochen. Für Banks und Donnelly beginnt ein Wettlauf gegen die Zeit.
Aus Angst vor den Außerirdischen und angetrieben durch aufpeitschende Medienberichte platziert eine Gruppe US-amerikanischer Soldaten in Montana auf eigene Faust eine zeitgesteuerte Sprengladung im Raumschiff. Banks und Donnelly kehren allein zum Raumschiff zurück, um einen weiteren Verständigungsversuch zu unternehmen, gerade als die Soldaten das Schiff verlassen. Trotz ihrer Versuche, Banks und Donnelly zu stoppen, betreten diese das Raumschiff. Kurz bevor die Bombe zündet, werfen die Außerirdischen einen Schwall von Zeichen an die Wand. Gleichzeitig eröffnen die Soldaten vor dem Schiff das Feuer auf Sicherheitskräfte, als sie von diesen gestellt werden sollen. Die Bombe zündet, aber ein Heptapode schleudert die beiden Wissenschaftler in den Zugangsschacht zurück und verschließt ihn, so dass Banks und Donnelly der Explosion knapp entkommen.
Donnelly findet  heraus, dass das letzte Zeichentableau mathematisch auf den Verbund der zwölf Raumschiffe hinweist. Als wegen des eskalierenden Konflikts die Evakuierung des Camps angeordnet wird, geht Banks nochmal allein zum Raumschiff. Sie wird mit einer kleinen Kapsel aufgenommen und kommuniziert nun ohne die trennende Wand direkt mit Costello. Abbott ist durch die Explosion umgekommen. Banks fragt Costello nochmals nach dem Zweck des Besuchs der Außerirdischen. Dieser antwortet, dass sie der Menschheit helfen wollen, indem ihre Sprache – ihre Gabe an die Menschheit – die nichtlineare Wahrnehmung von Zeit ermöglicht, und dass sie in 3000 Jahren ihrerseits die Hilfe der Menschheit benötigen werden. Das zuvor als „Waffe“ interpretierte Alien-Zeichen kann demnach auch als „Werkzeug“ oder „Geschenk“ übersetzt werden und ist als Einladung der Aliens zu verstehen, in ihrer Schriftsprache zu kommunizieren.
Banks erkennt, dass sie durch die Kommunikation mit den Heptapoden die Fähigkeit erworben hat, sich an die Zukunft zu „erinnern“, und dass die Rückblenden und Erinnerungen an ihre Tochter während der Arbeit mit der Sprache eigentlich Blicke in die Zukunft und in das zukünftige Leben mit ihrer Tochter waren. Auch hat sie eine Vorahnung einer 18 Monate später stattfindenden Veranstaltung der Vereinten Nationen. Dort dankt ihr General Shang persönlich für ihren Anruf auf seinem privaten Handy, der ihn veranlasste, von militärischen Maßnahmen abzusehen. Besonders beeindruckt habe ihn die Tatsache, dass Banks die letzten Worte seiner verstorbenen Frau rezitierte. Er flüstert ihr dann diese Worte zu und zeigt ihr seine Mobilfunknummer. Im Durcheinander der Evakuierung erreicht sie den General tatsächlich in letzter Sekunde über ein Satellitentelefon. Der globale Konflikt wird abgewendet, die Nationen nehmen wieder Kontakt zueinander auf und die Raumschiffe verschwinden.
Als das Camp am Landeplatz abgebaut wird, sprechen Banks und Donnelly über ihre Zukunft, und Louise erkennt in einer Vision Donnelly als den Vater ihrer Tochter. Sie erlebt dabei auch ihre Entscheidung für ein gemeinsames Kind und damit gleichzeitig auch für das Leben mit ihrer Tochter, trotz der kurzen Zeit, die sie miteinander haben werden.

## Hintergrund
Arrival basiert auf der 1998 vom US-amerikanischen Science-Fiction-Autor Ted Chiang veröffentlichten Kurzgeschichte Story of Your Life, unter deren Namen auch der Film zunächst veröffentlicht werden sollte (auf Deutsch ist sie in dem Band Die Hölle ist die Abwesenheit Gottes von Ted Chiang enthalten). Der Film basiert in den wesentlichen Punkten auf der Kurzgeschichte, nimmt sich jedoch teilweise auch größere künstlerische Freiheiten. Die Umbenennung in Arrival erfolgte im Juni 2016.
Die Tuscheschriften der außerirdischen Spezies wurden von der Künstlerin Martine Bertrand aus Montreal entworfen und ausgeführt. Das Vokalstück im Abspann ähnelt in seiner Struktur der 1974 an mögliche Außerirdische gesendeten Arecibo-Botschaft.

## Produktion

### Verfilmung
Bereits im November 2012 gab das Produktionsunternehmen FilmNation Entertainment bekannt, dass es eine Verfilmung für Chiangs Kurzgeschichte geben soll, deren Produktionsarbeiten für 2013 geplant waren. Dieses Vorhaben zerschlug sich allerdings; die Visualisierung des Films begann erst 2014, als sich Paramount Pictures die Rechte an Story of Your Life für knapp 20 Millionen US-Dollar gesichert hatte und Amy Adams als Hauptdarstellerin bekannt gab. Die weiteren Hauptakteure unterzeichneten Anfang bis Mitte 2015, so z. B. Jeremy Renner im März, Forest Whitaker im April und Michael Stuhlbarg im Juni. Die Dreharbeiten begannen am 7. Juni 2015 in Montreal, Kanada.

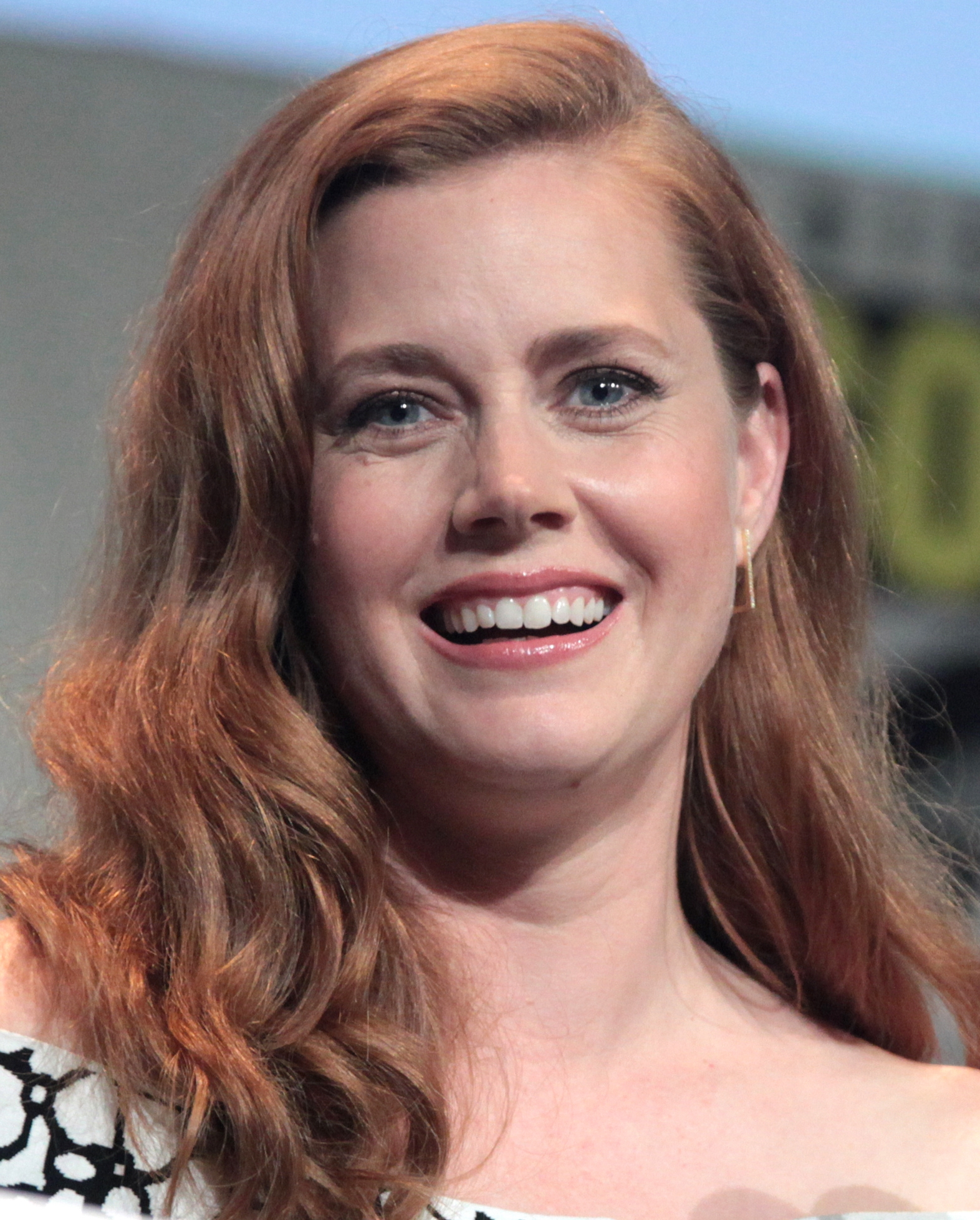
Amy Adams (2015)
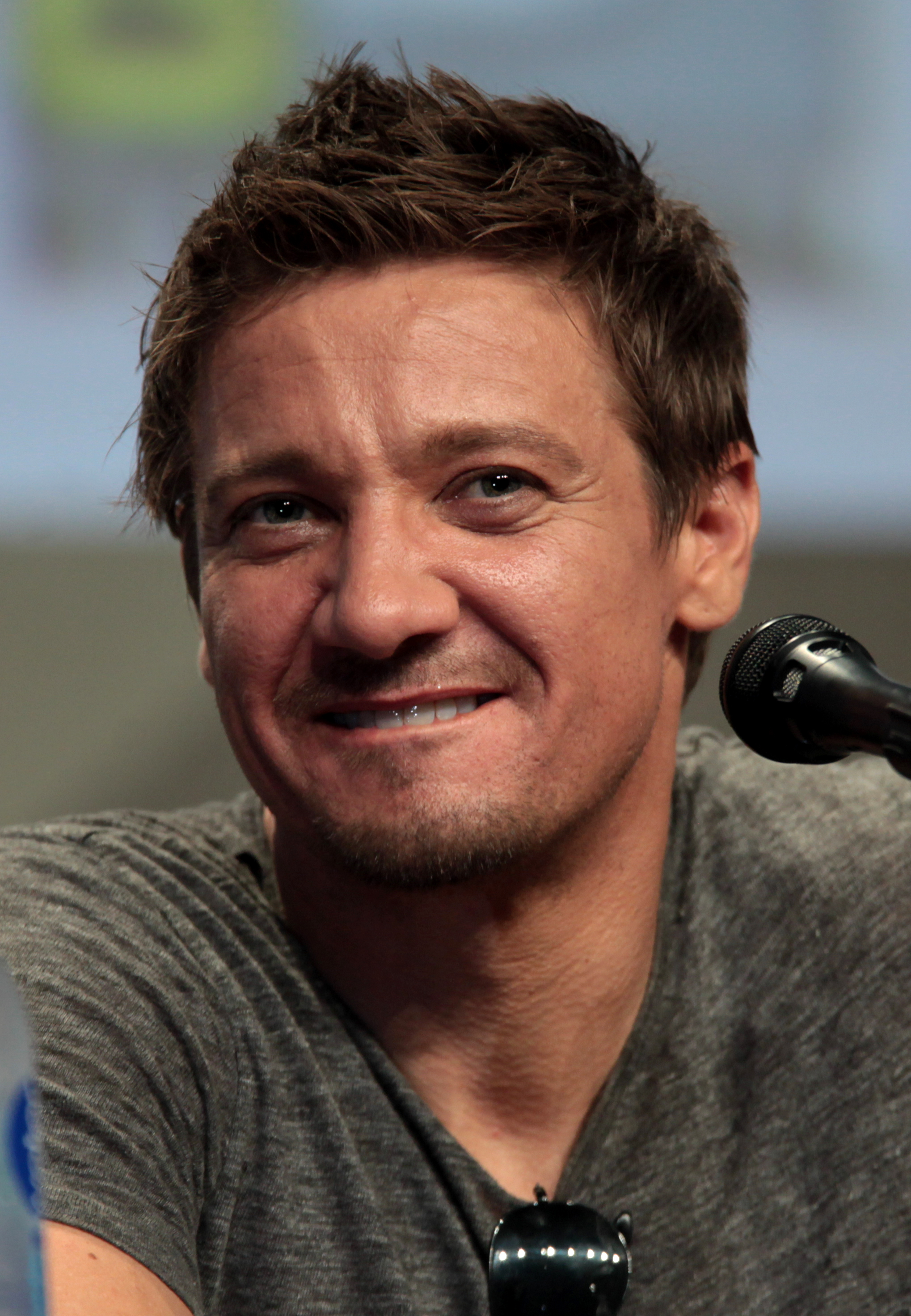
Jeremy Renner (2014)
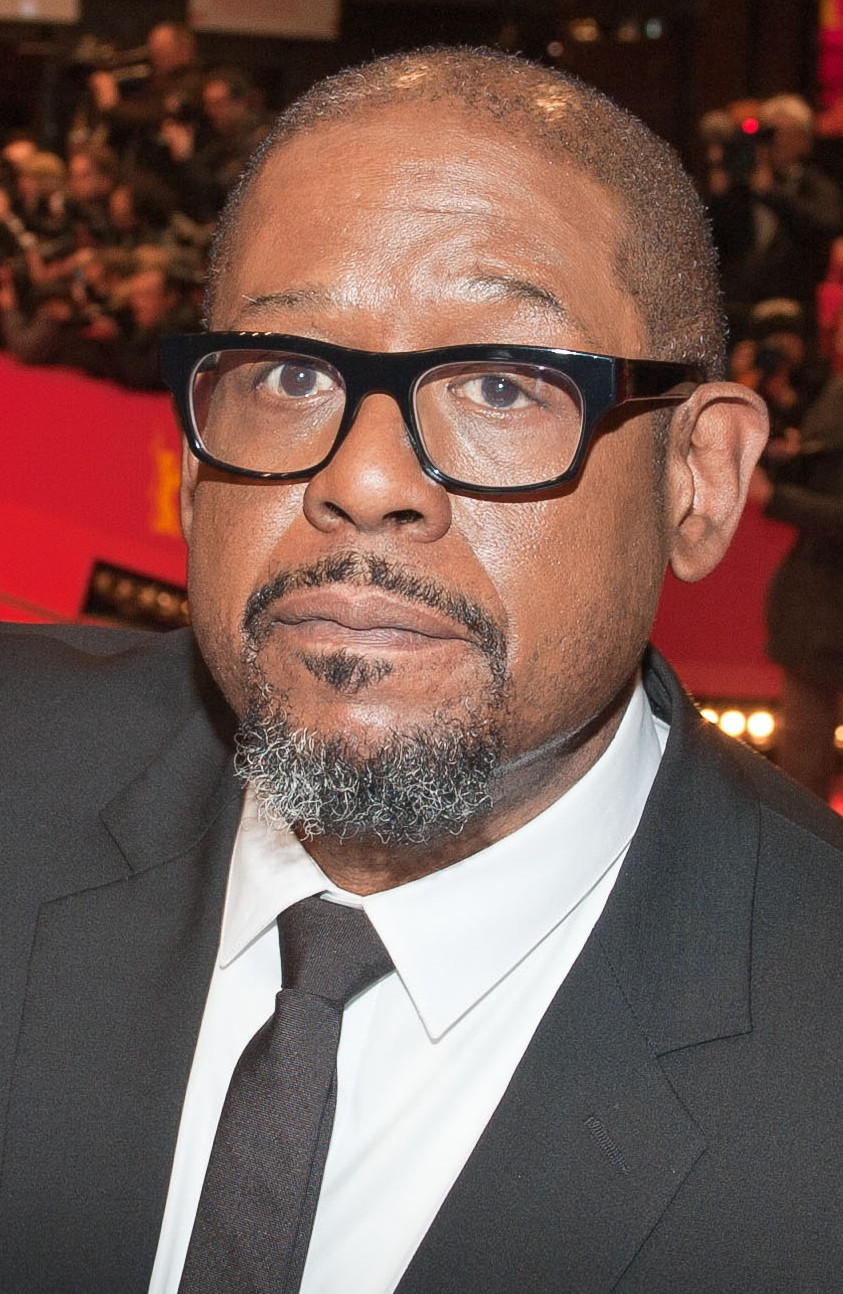
Forest Whitaker (2014)

### Musik und Soundtrack
Der isländische Komponist und Filmemacher Jóhann Jóhannsson begann mit dem Schreiben des Soundtracks, als die Dreharbeiten begannen, und ließ sich dabei vom Drehbuch und den Konzeptzeichnungen inspirieren. Eines der Hauptthemen entwickelte er bereits in der ersten Woche mit Gesang und experimentellen Klavierschleifen.
Max Richters bereits vorhandenes Stück On the Nature of Daylight ist in der Eröffnungs- und Schlussszene des Films zu hören. Aufgrund der prominenten Verwendung von Richters Musik, die auch in Martin Scorseses Film Shutter Island zu hören war, wurde Jóhannssons Filmmusik als nicht geeignet für den Oscar für die beste Originalmusik erachtet, mit der Begründung, dass die Wähler durch die Verwendung bereits vorhandener Musik bei der Beurteilung seiner Verdienste beeinflusst werden könnten.

## Veröffentlichung
Paramount Pictures veröffentlichte den ersten Trailer zu Arrival am 16. August 2016 im Internet. Die Uraufführung erfolgte im Rahmen der Internationalen Filmfestspiele von Venedig 2016 am 1. September. Der internationale Kinostart war am 10. November 2016.

## Rezeption

### Kritiken
Tobias Riegel schreibt im Neuen Deutschland, der Film fuße auf einem originellen und klugen Gedankenkonstrukt, das sich am Ende spektakulär und schlüssig zusammenfüge. Der „Exkurs in die Rätsel unseres Daseins“ könne prächtig unterhalten. „Die routinierten bis überzeugenden Schauspieler, das betörende und doch zurückhaltende visuelle Konzept, die teils abgründige Bombastmusik, die reduzierte, aber nie billige Ausstattung“ – diese Elemente würden sich zu einer emotionalen und doch cleveren und dabei angenehm langsam erzählten Geschichte verbinden.
Carsten Baumgardt meint auf Filmstarts, dass die bewusst kühle Inszenierung „mit superben, aber konsequent düsteren Bildern“ lange Zeit eine Kluft zwischen den Figuren und dem Publikum schaffe, die erst im Laufe des Films langsam verschwinde. Im Finale bekomme der Zuschauer dafür „mit einem Mal die emotionale Wucht eines ganzen Films zu spüren“. Dem Regisseur gelinge ein krasser Gegenentwurf zu Independence Day, nämlich „ein ambitionierter, emotionaler und spannender High-Concept-Film“, der seinem Publikum viel zum Nachdenken mit auf den Weg gebe.
David Kleingers betont auf Spiegel Online, dass das Beobachten „der großartigen Amy Adams beim Decodieren anmutig eigentümlicher Tintenkleckse“ mehr in den Bann ziehe als gewaltige Effektgewitter. Er stellt die Frage, ob es überhaupt je zuvor einen Film gegeben habe, in dem die Sapir-Whorf-Hypothese – der zufolge jede Sprache eine ganz spezifische Wahrnehmung der Welt formt – als Inspiration für eine verblüffende Erzählvolte diene, die „alles zuvor Gesehene plötzlich in neuem Licht“ zeige.
Thomas Grüter ist auf Spektrum.de der Ansicht, dass man aus wissenschaftlicher Sicht nicht zu viel erwarten sollte, da der Film die Grundlagen der Exolinguistik, der Lehre von den möglichen Sprachen extraterrestrischer Lebensformen, nur am Rande streife. Nicht einmal die Militärs würden sich anscheinend dafür interessieren, dass die Aliens offenbar die Gravitation manipulieren können.
Auf der Website Metacritic, die verschiedene Kritiken auswertet, erhält Arrival derzeit eine Bewertung von 81 %. Bei der ähnlich vorgehenden Seite Rotten Tomatoes kommt der Film zurzeit auf 8,4 von zehn Punkten.
Der Filmkritiker Jason Ward hebt in seiner Filmkritik hervor, dass Arrival trotz seiner schwierigen Themen wie „semasiografischen Schriftsystemen und nichtlinearer Orthographie“ kein „dröges Gedankenexperiment“ sei, was insbesondere „an seiner soliden Menschlichkeit und seinem Respekt vor dem Anderen“ liege.
Robbie Collin von der britischen Zeitung The Telegraph lobte den Film und nannte ihn „introspektiv, philosophisch und existenziell angelegt - und doch entfaltet er sich in einem unerschütterlichen Tenor von beklemmender Aufregung. Und in der Mitte des Films gibt es eine Enthüllung - weniger eine plötzliche Wendung als eine geschmeidige Auflösung von allem, was man zu wissen glaubt -, die sich anfühlt, als ob der Sitz nach hinten kippt, wenn sie einen trifft“.
Für die französische Tageszeitung Le Parisien „zeigt der kanadische Regisseur erneut, dass er zu den umfassendsten und talentiertesten Filmemachern der letzten Jahre zählt.“

### Einspielergebnis
Die weltweiten Einnahmen des Films belaufen sich auf 203 Millionen US-Dollar bei einem geschätzten Budget von 47 Millionen US-Dollar. In Deutschland verzeichnete der Film 658.318 Besucher.

## Auszeichnungen
- Camerimage 2016: Silberner Frosch – Beste Kamera
- Critics’ Choice Movie Awards 2016: Bestes adaptiertes Drehbuch (Eric Heisserer), Bester Sci-Fi-/Horrorfilm
- Curt-Siodmak-Preis 2017: Bester Film
- National Board of Review Awards 2016: Beste Hauptdarstellerin (Amy Adams)
- Online Film Critics Society Awards 2016: Bestes adaptiertes Drehbuch (Eric Heisserer)
- Washington DC Area Film Critics Association Awards 2016: Bestes adaptiertes Drehbuch (Eric Heisserer)
- British Fantasy Award als Bester Film

British Academy Film Awards 2017
- Auszeichnung für Bester Ton (Claude La Haye, Sylvain Bellemare und Bernard Gariépy Strobl)
- Nominierung als Bester Film (Dan Levine, Shawn Levy, David Linde und Aaron Ryder)
- Nominierung für Beste Regie (Denis Villeneuve)
- Nominierung für Beste Hauptdarstellerin (Amy Adams)
- Nominierung für Bestes adaptiertes Drehbuch (Eric Heisserer)
- Nominierung für Beste Kamera (Bradford Young)
- Nominierung für Beste Filmmusik (Jóhann Jóhannsson)
- Nominierung für Bester Schnitt (Joe Walker)
- Nominierung für Beste visuelle Effekte (Louis Morin)

Golden Globe Awards 2017
- Nominierung als Beste Hauptdarstellerin (Amy Adams)
- Nominierung für die Beste Filmmusik (Jóhann Jóhannsson)[24]

Oscarverleihung 2017
- Nominierung als Bester Film (Dan Levine, Shawn Levy, David Linde und Aaron Ryder)
- Nominierung für Beste Regie (Denis Villeneuve)
- Nominierung für Bestes adaptiertes Drehbuch (Eric Heisserer)
- Auszeichnung für Bester Tonschnitt (Sylvain Bellemare)
- Nominierung für Bester Ton (Claude La Haye und Bernard Gariépy)
- Nominierung für Beste Kamera (Bradford Young)
- Nominierung für Bester Schnitt (Joe Walker)
- Nominierung für Bestes Szenenbild (Paul Hotte und Patrice Vermette)

## Trivia
Die letzten Worte von General Shangs sterbender Frau sind im Film nur auf Mandarin zu hören und nicht untertitelt. Laut Drehbuchautor bedeutet der Satz: „Im Krieg gibt es keine Gewinner, nur Witwen.“